# دودمان گوتیان در سومر

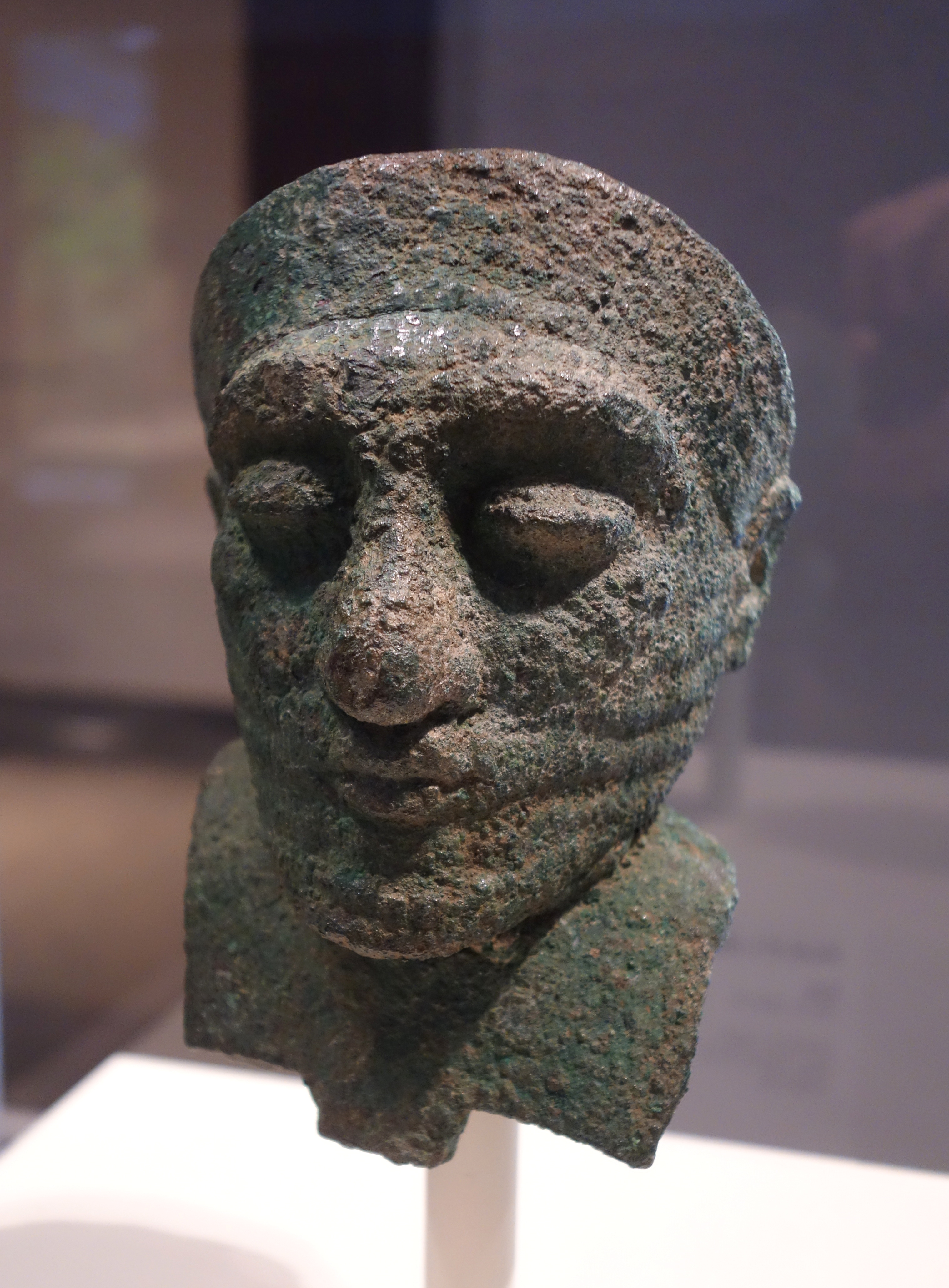
مجسمه سر از مفرغ، بسیار کهن منسوب به کوتیان. مکشوف از سلماس تاریخ آن نامعلوم

کوتی در هزارهٔ سوم و دوم پیش از میلاد معنی و مفهوم داشته‌است و به گروه قومی معینی اطلاق می‌شده که در آذربایجان کنونی ایران زندگی می‌کردند و بعدها در هزارهٔ یکم پیش از میلاد همهٔ اورارتوئیان و مردم ماننا و ماد را، کوتی می‌نامیده‌اند؛ و اراضی پیرامون دریاچه ارومیه و کرانه غربی و جنوب غربی دریای مازندران و نواحی کردستان ایران و آسیای صغیر و آسیای مقدم و شمال عراق (اقلیم کردستان) محل سکونت این کوتیان بشمار می‌رفت.

## زبان کوتی
بنابر پژوهش‌های دو زبان‌شناس برجسته به نام‌های «تاماز گامکرلیدزه» و «ویاچسلاو ایوانف»، زبان گوتی‌ها (یا همان کوتی‌ها) به گروه زبان‌های هندواروپایی تعلق داشته و نزدیکی بسیاری به یکی از زبان‌های ایرانی شرقی یعنی زبان تخاری داشته‌است. والتر هنینگ دانشمند زبان‌شناس برجسته آمریکایی که پژوهش‌های بسیاری را در رابطه با گروه‌های زبان تخاری داشته‌است، نام گوتی را با نام «کوچا» یکی از شهرهای تخاری مقایسه کرد. «کوچا» شهری در حوضه تاریم بوده که امروزه در سین کیانگ کنونی در شمال غرب چین واقع می‌باشد و در سده دوم پیش از میلاد مسکن قبایل هندواروپایی زبان یوئه چی (یا یوئه ژی) بوده‌است. امروزه در منطقه «حوضه تاریم» گروهی از مردمان ایرانی‌تبار موسوم به تاجیک‌های چین که گویشور زبان‌های ایرانی شرقی چون زبان سریکالی و زبان وخی هستند و همچنین دسته‌هایی از ترکان اویغور زندگی می‌کنند.

## کوتیان در تاریخ
کوتیان در قرن - ۲۳ پ.م. - و زمان سلطنت نارام‌سین پادشاه اکد در صحنهٔ تاریخ پدیدار شدند. کوتیان در آن زمان نارام‌سین نوهٔ سارگون بزرگ را که در آن روزگاران سراسر میانرودان را تا کوهپایه‌های زاگرس و ارمنستان و جبال توروس در آسیای صغیر زیر فرمان داشت، مغلوب ساختند.
در قرن سیزدهم پیش از میلاد شلمنسر یکم نیز از پیروزی خویش بر کوتیان سخن می‌گوید به موجب کتیبهٔ وی کوتیان در اراضی بین اورارتو و کوت‌موخی مستقر بودند؛ بنابراین در آن زمان درّه بختان جزو سرزمین ایشان بوده‌است. بعدها، در هزارهٔ اول پیش از میلاد، آشوریان تمام قبایل ساکن شمال و مشرق سرزمین آشور و از آن جمله اورارتوئیان را بلا استثناء کوتی می‌نامیدند؛ ولی در کتیبه‌های شاهان قرن‌های چهاردهم و سیزدهم پ.م. کوتیان به حد کافی از اورارتوییان (اوروآتری)، هوریان (شوباریان)، لولوبیان و کاسیان و غیره مشخص بوده‌اند.
نخستین شکست بزرگی که از طرف کوتیان به اکدیان وارد شد در زمان نارام‌سین بود. در آن روزگاران انریدا وزیر پیشوای کوتیان گویا موقتاً مراکز اصلی میان‌رودان را تصرف کرد. به نظر می‌رسد که نارام‌سین در پیکار کشته شد سپس در طی فرمانروایی شارکالی‌شاری و چند تن از سران کوتی به نام ایم‌تا، اینگه‌شائوش، سارلاگاب، یارلاگاش و الولومس دوام داشت. گرچه سارلاگاب اسیر شد ولی الولومس و جانشینان او ظاهراً موفق شدند سلطهٔ کوتیان را به‌طور قطعی بر میان‌رودان مستقر سازند. یاکوب‌سن سومرشناس دانمارکی حدس می‌زند که انریداوزیر پیشوای کوتیان پس از غلبه بر نارام‌سین، توانست در اعماق میان‌رودان نفوذ کند و نیپور شهر مقدس سومریان را متصرف شود و در آنجا کتیبه‌ای را که منشیان اکدی برای وی تحریر کردند، بر پا سازد.
نام انریداوزیر در فهرست شاهان کوتی میانرودان نیامده است و وی در لوح خویش به تقلید از نارام‌سین خویشتن را به لقب شاه چهار کشور جهان می‌خواند. بدین سبب یاکوب‌سن وی را به دوران نارام‌سین مربوط می‌سازد.

## ارتباط گوتیان و کردهای امروزی
در برخی از منابع آمده است که احتمالا کردهای امروزی همتبار گوتیان و کاسیان بوده‌اند.

## نابودی
اوتوهنگال (یا اوتوخگال) پادشاه شهر اوروک و دشمن بی‌رحم کوتیان بعدها در کتیبهٔ خویش کوتیان را مارهای گزندهٔ کوهستان، و متجاوز به حریم خدایان می‌نامد که سلطنت سومریان را به کوهستان منتقل کرده و سراسر سومر را با کینه و دشمنی آکنده. زن را از شوهر و فرزندان را از والدین ربوده خصومت و تجاوز و ستم را در کشور رواج داده‌اند.
اوتوخگال قدرت کوتیان را برانداخت. دو المثنای رونوشت کتیبهٔ منظوم وی از جنگ او با کوتیان حکایت دارد. عصیان و خروج اوتوخگال به زمان تغییر و تبدیل شاهان کوتی موکول گشته بود. طبق روایات قدیمی که در فهرست شاهان سومری منعکس شده آخرین فرمانفرمای کوتی به نام تیریگان فقط چهل روز سلطنت کرد. سیاست شاهان کوتی مردم سومر را سخت خشمناک ساخته بود و اوتوخگال مورد پشتیبانی عموم مردم بود. لشکریان اوتوهنگال با روح مبارزه‌جویی علیه ستمگران بیگانه مجهز بودند. در طی نبردی که به سال ۲۱۰۹ پیش از میلاد درگرفت اوتوهنگال پیروزی آسانی به دست آورد. تیریگان از عرصهٔ پیکار گریخت و کوشید در دهکدهٔ دوبروم پنهان گردد ولی مردم او را تسلیم اوتوخگال کردند و اعدام شد.

## آثار کوتی
مقداری آثار هنری منسوب به کوتیان در دست است که می‌توان به دوران فرمانفرمایی کوتیان در میان‌رودان مربوط دانست. بلاشک در میان آثار مزبور مجسمه لاگاشی مربوط به دوران گودئا مقام نخستین را اشغال می‌کند؛ ولی بررسی و بازید آثار سومری و اکدی جزوِ این مقاله نیست. فقط آثار مربوط به سرزمین کوتیان بررسی می‌شود.
بی‌شک سر مفرغی که تصادفاً نزدیک همدان در سرزمین ماد یافت شده میان آثار مزبور مقام اول را دارا می‌باشد. به ظن غالب مجسمهٔ مزبور که به حدس ما تصویر یکی از شاهان کوتی است از زیر دست یکی از استادان اکدی یا ایلامی درآمده یا کار استادی است که به سبک اکدی آشنا بوده‌است؛ زیرا حاکی از سنت هنری متکامل و طولانی می‌باشد. به نظر محققان این اثر مقام مشخصی را در میان مجسمه‌های میان‌رودان در نیمهٔ دوّم هزارهٔ سوم پ. م اشغال می‌کند.
این مجسمه، مردی ریشو را نشان می‌دهد از حیث ظاهر قومی به مردمی می‌ماند که اکنون نیز در کوه‌های زاگرس زندگی می‌کنند. بر سر او دستاری (عمامه) استوار نهاده شده‌است که اندکی با دستار ایلامیان مشابهت دارد و از زیر آن یک دسته مو نمایان است. چشمان بادامی از زیر پلکان سنگین و فرو افکنده دیده می‌شود. بینی ضخیم و مدوّر است و ریشهٔ بینی قوی، خطوط و علامات فردی و ویژهٔ شخص مورد نظر کاملاً ترسیم و ادا شده‌است. این جزئیات، مجسمهٔ مزبور را به مقام یکی از درخشنده‌ترین آثار هنری مشرق باستانی بالا می‌برد.

## پیشوایان و شاهان کوتی
اولین پیشوا کوتی اریدو پیزیر و آخرین آن تیریگان بود.